# Maximum the Hormone
Maximum the Hormone (マキシマム ザ ホルモン, Makishimamu Za Horumon) est un groupe japonais de nu metal et punk hardcore, originaire de Hachiōji, près de Tokyo. Composé de quatre membres, le groupe est principalement popularisé grâce à son interprétation de deux génériques de la série animée Death Note avec les titres What's Up, People? (deuxième opening), Zetsubou Billy (deuxième ending) et du troisième générique de fin de la série animée Chainsaw Man avec le titre Hawatari Nioku Centi.
Le style du groupe mélange plusieurs éléments du punk rock, du punk hardcore, du metal, du rock, du pop, du ska et du hip-hop.

## Historique

### Débuts (1998–2001)
Maximum the Hormone est formé en 1998 par Daisuke Tsuda (chant), et Nao Kawakita (percussions), ensuite rejoints par SUGI et KEY. Leur première sortie, A.S.A. Crew, est le seul album avec cette composition du groupe. En 2001, Sugi et Key quittent le groupe.
À la fin de 2001, le groupe recrute Uehara Futoshi (Ue-chan) pour occuper la place de bassiste devenue vacante, pendant que Ryo Kawakita (Maximum the Ryo), le frère de Nao, prend la place de guitariste et contribue aussi à la composition des musiques. Le groupe sort trois singles, suivi par Hō.

### DeMimi KajiruàBuiikikaesu(2002–2007)
En 2002, le groupe sort un nouveau single, suivi par un album, Mimi Kajiru. L'album montre en plus la signature vocale guttural de Daisuke et le style soliste de bassiste Ue-chan. Le groupe entreprend une approche plus traditionnelle, sortant deux singles puis un album, Kusoban, conçu en 2004 dans le but de contraster en mixant des musiques violentes avec de la pop. Après avoir enregistré une autre série de singles, le groupe sort un nouvel album, Rokkinpo Goroshi, qui développe l'importance de sa fanbase. Maximum the Hormone joue dans plusieurs festivals rock et sort un DVD live, Debu vs. Debu. De plus, le titre Rolling1000toon est choisi comme générique de fin pour la série anime Air Master.
L'année 2006 voit la reconnaissance du groupe au Japon avec la chanson Koi no Megalover qui atteint la 9e place à l'Oricon durant l'été 2006, premier classement du groupe dans le top 10 au Japon. Trois morceaux du groupe figurent désormais dans des animes : What's Up, People ?! et Zetsubou Billy, respectivement opening et ending de l'anime Death Note, et Akagi devient le theme d'ending de la série d'animation Akagi. À la suite de la promotion grâce à deux singles et à la télévision, Maximum the Hormone sort son album Buiikikaesu qui entre directement a la 5e position de l'Oricon, un nouveau record pour le groupe.

### Tsume Tsume Tsume(2008–2010)

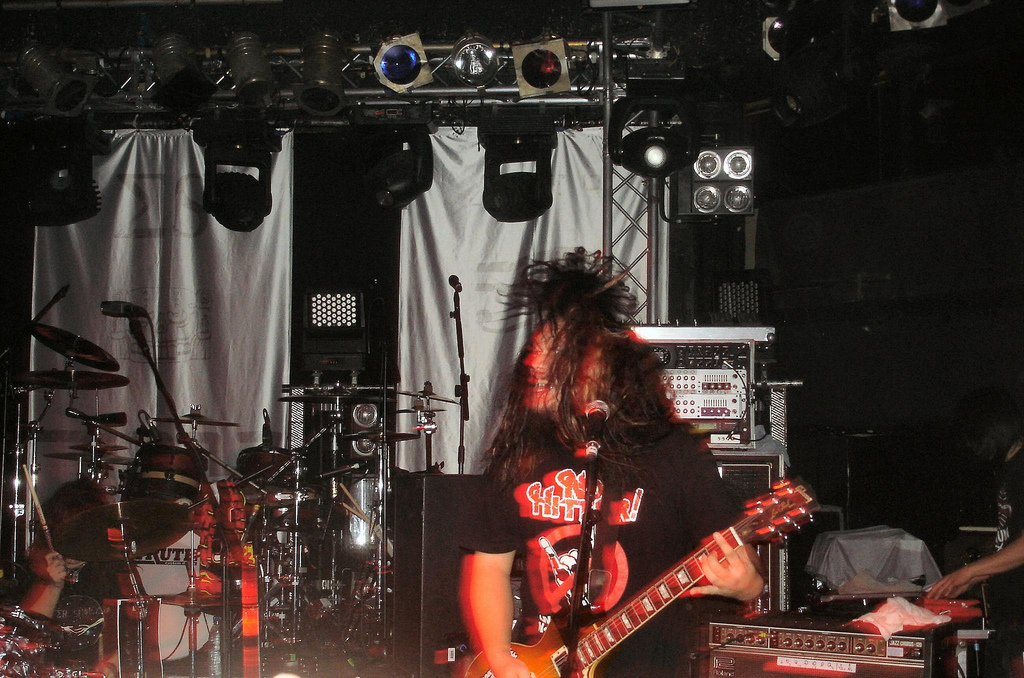
Maximum the Hormone sur scène en 2008.

En 2008, le groupe publie son deuxième DVD live Deco vs. Deco, et fait sa première apparition outre-mer en Amérique du Nord en soutien à Dropkick Murphys. Le 3 mai, Maximum the Hormone joue à un concert hommage pour les 10 ans des funérailles du musicien Hide. Un nouveau single, intitulé Tsume Tsume Tsume/F, qui comprend sa chanson homonyme et Kill All the 394, est publié au début de la tournée Tsume Tsume Tsume en juillet, et atteint la deuxième place à l'Oricon. La tournée continue le 16 octobre 2008 avec un dernier concert, qui prend place le 30 novembre. La chanson F parle du personnage Freezer de Dragon Ball.
Le 27 octobre 2008, Maximum the Hormone fait sa première tournée britannique avec Enter Shikari au Bournemouth BIC. Ils continuent à tourner avec Enter Shikari jusqu'au 3 novembre, jouant notamment à Exeter, Southampton et Folkestone, avant de terminer par deux nuits à London Astoria. Cependant, avant les dates d'Enter Shikari, Daisuke doit subir une opération des cordes vocales, ce qui mène le groupe à faire une pause le temps que son chanteur revienne de sa convalescence. Cette pause commence en décembre jusqu'à plusieurs mois. Après le retour de Daisuke, le groupe joue en tête d'affiche au Japon avec Bring Me the Horizon et Blessed by a Broken Heart en mai 2009, et remporte la catégorie « meilleure vidéo rock » pour Tsume Tsume Tsume aux MTV Video Music Awards Japan.
Le 19 novembre 2009, le groupe révèle sur son site web que Nao est enceinte mais, malgré des négociations, elle décide de continuer à jouer avec le groupe. Le 3 novembre, cependant, Nao tombe malade et est transportée à l'hôpital, où les médecins lui diront de faire une pause. Le groupe se met alors en pause jusqu'au retour de Nao. Le 6 mai 2010, le groupe annonce la naissance d'un bébé, une petite fille, en pleine santé, et donc le retour de Nao. Le groupe participe en caméo à l'adaptation anime de BECK.

### Retour etYoshū Fukushū(depuis 2011)
Plus tard le 7 février 2011, le groupe publie les vidéos de leurs chansons Chiisana Kimi no Te (小さな君の手) et Maximum the Hormone sur leur site web. Le single intitulé Greatest the Hits 2011–2011 est publié le 23 mars, débutant premier de l'Oricon. En juin la même année, ils tournent en Europe. En début août, ils jouent au Pentaport Rock Festival à Incheon, en Corée du Sud.
Leur nouvel album Yoshū Fukushū est publié le 31 juillet 2013, premier album depuis six ans. Il s'agit de leur premier album à atteindre la première place de l'Oricon après sa sortie,. Le 2 juin, le groupe publie la vidéo de la chanson A-L-I-E-N, en tant que canular. La vidéo de la chanson-titre de l'album, Yoshū Fukushū, est publiée le 26 juillet 2013. En 2011, avant sa sortie, la chanson Benjo Sandal Dance est utilisée pour une publicité de la marque Stride, Evolution Rock.
En novembre 2015, le groupe publie son troisième album live, Deka vs. Deka. Vers février 2016, le groupe entre de nouveau en pause, Nao ayant annoncé son intention d'avoir un autre enfant.

## Style musical
Le groupe se démarque surtout par la multitude de voix qu'il développe. Daisuke, le chanteur, possède une voix très hardcore qu'il module assez bien des aigus aux graves et un flow très rapide qui pourrait être comparé à celui d'un rappeur. Maximum the Ryo, le guitariste, possède une voix plus rock et assez douce qui fait souvent office de seconde voix voire de lead. Il lui arrive de temps en temps de rapper sur certaines chansons comme Maximum 21st Century ou encore Koi No Megalover. Son style de jeu à la guitare est principalement de style metal, bien que certaines chansons possèdent un style plus proche du funk ou du reggae (comme dans Rock 'n' Roll Chainsaw). Nao la batteuse, seule fille du groupe, possède elle une voix aiguë qui se prête très bien au genre pop. Ça ne l'empêche toutefois pas de crier lors de chansons plus agressives. Elle adopte un style de batterie assez rapide et agressif. Plusieurs morceaux du groupe commencent par quatre coups de cymbale marquant le tempo.
Ue-Chan, le bassiste du groupe, est fan de Michael Balzary (Flea), le bassiste des Red Hot Chili Peppers. Il lui emprunte sa façon de jouer, le slap, et son attitude sur scène, sauter et se déplacer le long de la scène. Il donne une puissance assez importante aux morceaux, comme dans Black Yen Power G-Man Spy, ROLLING 1000tOON ou encore Futoshi. Il lui arrive également de faire certains backing vocal. Maximum the Hormone peut être comparé à un groupe de metal progressif, de par son changement de style continu qui fait leur originalité. Le groupe possède plusieurs influences, la plus notable étant celle de No Use For A Name[réf. souhaitée].

## Membres
- Daisuke Tsuda (ダイスケはん, Daisuke Tsuda?) - chant (depuis 1998)
- Nao (ナヲ, Nao Kawakita?) - batterie, chant (depuis 1998)
- Ryo Kawakita (マキシマムザ亮君, Ryo Kawakita?) - guitare, chant (depuis 1999)
- Ue-chan (上ちゃん, Futoshi Uehara?) - basse, chœurs (depuis 1999)

## Discographie

### Albums studio
- 1999 : A.S.A. Crew
- 2001 : Ootori (Hou) (鳳 (ほう)?)
- 2002 : Mimi Kajiru (耳噛じる?)
- 2004 : Kusoban (糞盤?)
- 2005 : Rokkinpo Goroshi (ロッキンポ殺し?)
- 2007 : Buiikikaesu (ぶっ生き返す?)
- 2013 : Yoshu Fukushu (予襲復讐?)
- 2015 : Mimi Kajiru Shinuchi (EP)

### Singles
- 2000 : Bullpen Catcher's Dream (ブルペン キャッチャーズ ドリーム?)
- 2002 : Niku Cup (肉コップ?)
- 2003 : Enzui Tsuki Waru (延髄突き割る?)
- 2004 : Rock Bankurawase / Minoreba Rock (ロック番狂わせ／ミノレバ☆ロック?)
- 2004 : Houchou Hasami Cutter Knife Dosu Kiri/Rei Rei Rei Rei Rei Rei Rei Rei Ma Ma Ma Ma Ma Ma Ma Ma (包丁・ハサミ・カッター・ナイフ・ドス・キリ／霊霊霊霊霊霊霊霊魔魔魔魔魔魔魔魔?)
- 2005 : Zawa.. ..Zawa.. .. ..Z.. Zawa.. .. .. ..Zawa (ざわ・・・ざわ・・・ざ・・ざわ・・・・・・ざわ?)
- 2006 : Koi no Mega Lover (恋のメガラバ?)
- 2008 : Tsume Tsume Tsume / [F] (爪爪爪 / [F]?)
- 2011 : Greatest the Hits 2011–2011 (グレイテスト・ザ・ヒッツ 2011〜2011?)
- 2018 : Korekara no Menkata Cottelee no Hanashi wo Shiyou! (?)